# SADS
SADS (engl.: swine acute diarrhoea syndrome, „akutes Diarrhoe-Syndrom der Schweine“) ist eine erstmals im Oktober 2016 in der Volksrepublik China aufgetretene Virusinfektion der Hausschweine. Als Verursacher der vor allem für sehr junge Ferkel tödlichen Durchfallerkrankung wurde im April 2018 ein zuvor unbekanntes Virus aus der Familie Coronaviridae beschrieben, genannt „swine acute diarrhoea syndrome coronavirus“ (SADS-CoV). Zwei Monate zuvor war bereits ein Nachweisverfahren etabliert worden.

## Erreger
SADS-CoV (auch Porcine enteric alphacoronavirus, Swine acute diarrhea syndrome coronavirus, Swine enteric alphacoronavirus, Swine coronavirus) ist ein umhülltes, einzelsträngiges RNA-Virus mit positiver Polarität, sein Genom besteht aus rund 27.200 Nukleotiden.
Es ist zu 95 Prozent identisch mit der vom International Committee on Taxonomy of Viruses (ICTV) bestätigten Virusart Alphacoronavirus rhinolophi (früher Rhinolophus bat coronavirus HKU2, RH-BAT-Cov-HKU2), in der Untergattung Rhinacovirus, einem Alphacoronavirus der Hufeisennasen.
SADS-CoV stammt den Analysen zufolge aus dem gleichen Fledermaus-Erregerreservoir wie das SARS-Coronavirus (SARS-CoV, Betacoronavirus-Untergattung Sarbecovirus), das Verursacher des Schweren Akuten Atemwegssyndroms (SARS) ist und der SARS-Pandemie 2002/2003 zugrunde lag.
Tatsächlich wurden „auffällige Ähnlichkeiten zwischen den SADS- und SARS-Ausbrüchen in geographischer, zeitlicher, ökologischer und ätiologischer Hinsicht“ nachgewiesen. SADS-CoV ist zu 98,48 % identisch mit einem aus Hufeisennasen-Kot isolierten Coronavirus, die Indexfälle der SADS- und SARS-Ausbrüche ereigneten sich in einer Entfernung von nur 100 Kilometern zueinander. SADS-CoV wird daher entweder als Subspezies (Unterart) von RH-BAT-Cov-HKU2 geführt oder als eigenständige (vom ICTV unbestätigte) Schwesterspezies davon.

## Auftreten
Sowohl SADS als auch SARS waren erstmals in der südchinesischen Provinz Guangdong aufgetreten. Um die Jahreswende 2016/2017 waren in Guangdong fast 25.000 Ferkel an den Folgen einer bis dahin unbekannten Durchfallerkrankung verendet. Danach wurde SADS-CoV in insgesamt vier Schweinehaltungen nahe der südchinesischen Stadt Qingyuan nachgewiesen. Die Ferkel starben aufgrund von wässrigem Durchfall und Erbrechen innerhalb von zwei bis sechs Tagen nach dem ersten Auftreten von Krankheitszeichen. Die Todesrate bei Ferkeln im Alter von fünf Tagen und jünger betrug 90 Prozent der Erkrankten, bei Ferkeln im Alter von acht Tagen und darüber betrug die Todesrate nur 5 Prozent. Durch schnelle Keulungen und die Trennung erkrankter Ferkel und Muttersauen (für die das Virus nicht tödlich ist) von gesunden Tieren konnte das Infektionsgeschehen räumlich begrenzt und bis Mai 2017 beendet werden.
Farmarbeiter, die Kontakt zu infizierten Tieren gehabt hatten, wiesen keine Merkmale einer Infektion mit SADS-CoV auf.

## Bedeutung für den Menschen
SADS-CoV kann sich in menschlichen Atemwegszellen, Lungenzellen und Darmzellen vermehren. Über die Andockstellen ist bislang (Stand Mitte Oktober 2020) noch nichts bekannt, der von SARS-CoV-2 bekannte ACE2-Rezeptor wird jedenfalls nicht benutzt. Entsprechende Antikörper schlagen bei SADS-CoV nicht an. Es gilt daher als mögliches Hochrisiko-Coronavirus, auch wenn das antivirale Mittel Remdesivir Wirkung zu zeigen scheint. Die Autoren empfehlen allen, die beruflich mit Schweinen in Kontakt kommen, sich regelmäßig auf SADS-CoV untersuchen zu lassen.

## Andere Schweine-infizierende Coronaviren
Neben SADS-CoV können Schweine noch von einer Reihe anderer Coronaviren infiziert werden:
- Transmissible-Gastroenteritis-Virus (TGEV)
- Porcine respiratory coronavirus (PRCV)
- Porzines Epidemische-Diarrhoe-Virus (PEDV)
- Porzines hämagglutinierendes Enzephalomyelitis-Virus (PHEV)
- Porcines Deltacoronavirus (PDCoV)

Zur Systematik siehe Coronaviridae § Innere Systematik.

## Belege
1. 1 2   New coronavirus emerges from bats in China, devastates young swine. Mitteilung der National Institutes of Health auf nih.gov vom 4. April 2018
2. 1 2   Peng Zhou, Hang Fan et al.: Fatal swine acute diarrhoea syndrome caused by an HKU2-related coronavirus of bat origin. In: Nature. Band  556, 2018, S. 255–258, doi:10.1038/s41586-018-0010-9.
3. ↑  Ling Zhou, Yuan Sun et al.: Development of a TaqMan-based real-time RT-PCR assay for the detection of SADS-CoV associated with severe diarrhea disease in pigs. In: Journal of Virological Methods. Band 255, 2018, S. 66–70, doi:10.1016/j.jviromet.2018.02.002
4. 1 2 3 4  ICTV: ICTV Taxonomy history: Severe acute respiratory syndrome-related coronavirus, EC 51, Berlin, Germany, July 2019; Email ratification March 2020 (MSL #35)
5. ↑  ICTV: Taxonomy Browser.
6. ↑  ICTV: Virus Metadata Resource (VMR).
7. ↑  NCBI: Porcine enteric alphacoronavirus (no rank)
8. ↑  NCBI: Porcine enteric alphacoronavirus (species), Swine enteric alphacoronavirus (species)
9. 1 2  Caitlin E. Edwards et al.: Swine acute diarrhea syndrome coronavirus replication in primary human cells reveals potential susceptibility to infection. In: PNAS. Band 117, Nr. 43, Oktober 2020, S. 26915–26925, doi:10.1073/pnas.2001046117, Volltext. Darüber berichteten:
  - Nadja Podbregar: Schweine-Coronavirus: Droht ein Artsprung? – Neues Virus SADS-CoV kann sich auch in menschlichen Zellen vermehren. Auf: scinexx.de vom 14. Oktober 2020.
  - Kai Stoppel: Sads-CoV birgt „höheres Risiko“ — Weiteres Coronavirus könnte überspringen. Auf: n-tv.de vom 14. Oktober 2020.
  - Alarming Swine Coronavirus Threat: Potential of Spreading From Animals to People Uncovered. Auf: SciTechDaily vom 14. Oktober 2020, Quelle: University of North Carolina at Chapel Hill.